# 如月真綾的誘惑
《如月真綾的誘惑》（如月真綾の誘惑）是hibiki works在2018年4月27日發售的戀愛冒險類型成人遊戲。

## 故事
原本與家人過著平凡生活的如月佑，有天無意間從同學那拿到成人漫畫雜誌。正當佑看書並且以姊姊真綾為幻想對象泄欲之時卻意外被她發現，喜歡弟弟的真綾便從此開始不斷主動挑逗勾引他，兩人的姊弟關係也因此開始出現變化。

## 角色
如月佑
本作的男主角，與雙親和姊姊同住，現在與姊姊就讀同所學校。從小就一直尊敬並且喜歡姊姊。
如月真綾（聲優：桃井いちご）
身高：163cm，三圍：90（F）/58/90，生日：12月6日
本作的女主角，佑的親生姊姊，高中三年級學生。從小就一直喜歡弟弟，常常照顧佑並且不時會去作弄他。

## 評價
《如月真綾的誘惑》在2018年度萌系遊戲大賞中獲得月間獎及角色設計獎金獎，另外在由Getchu.com舉辦的美少女遊戲大賞2018中獲得綜合部門第13名、繪圖部門第4名、角色部門如月真綾第9名、色情部門第5名。

## 外部連結
- 官方網站（页面存档备份，存于）（日語）